# سیابدرویش
سیابدرویش یکی از روستاهای استان ایلام است که در دهستان گچی بخش گچی شهرستان ملکشاهی واقع شده‌است.